# Oligographa mosambiquensis
Oligographa mosambiquensis är en fjärilsart som beskrevs av James John Joicey och William James Kaye 1917. Oligographa mosambiquensis ingår i släktet Oligographa och familjen svärmare. Inga underarter finns listade i Catalogue of Life.